# 黄帝酒
黄帝酒（こうていしゅ）は、佐藤製薬株式会社が製造販売する薬用酒である。2011年より発売。発売当初は第二類医薬品であったが、2023年現在はリスク区分が引き下げられて第三類医薬品。

## 製品概要
| 項目                         | 分量(g) |
| ---------------------------- | ------- |
| チョウジ                     | 0.869   |
| ソウジュツ                   | 0.773   |
| ケイヒ                       | 0.966   |
| サンショウ                   | 0.580   |
| キキョウ                     | 1.256   |
| ショウキョウ                 | 0.966   |
| ニンジン                     | 0.483   |
| ボウフウ                     | 0.290   |
| オウセイ                     | 0.483   |
| エレウテロコック根軟稠エキス | 50mg    |
| タウリン                     | 300mg   |
| エタノール（アルコール）     | 14.7ml  |

10種類の生薬とタウリンにより、1日1～2回、10～20mLの服用で、疲れた体や食欲不振、冷え症などに効果をあらわすとされている。
添加物として、ブドウ糖、カラメル、香料（バニリン、プロピレングリコール、グリセリン、エタノールを含む）を含有。アルコール度数14.7度。